# 海王星冰川
71°44′S 68°17′W / 71.733°S 68.283°W
海王星冰川（英語：Neptune Glacier）是南極洲的冰川，位於亞歷山大一世島東岸，長22公里、寬7公里，最終在特里同角以南注入喬治六世海峽，在1935年11月23日由美國探險家發現。